# Rafael Fernández Heres
Rafael Fernández Heres (Tinaquillo, Estado Cojedes, 11 de julio de 1933 - Caracas, 16 de diciembre de 2010) fue un educador, escritor e historiador venezolano.

## Vida
Fue ministro de educación durante el gobierno de Luis Herrera Campíns (1979-1982). Desde 1995 y hasta 2010 fue Individuo de Número de la Academia Nacional de la Historia de Venezuela, sillón letra «J». Director de la Academia Nacional de la Historia de Venezuela durante ocho años (1995 al 2003). Rector de la Universidad José María Vargas. 
Fue doctor en Filosofía, profesor de Posgrado, nivel Doctorado en Educación, en la Universidad Central de Venezuela, presidente del Consejo Superior de la Universidad Nacional Abierta desde 1996. Miembro de la Sociedad Chilena de Historia y Geografía; miembro de las Academias Bolivariana de las Américas y de la Belgraniana de la República Argentina; y miembro Honorario de la Academia de la Historia de Portugal. Fue presidente del Instituto Sanmartiniano de Venezuela. Fue condecorado con la Orden al Mérito Civil, en el grado de Gran Cruz, por el Gobierno de España y con la Orden Tudor Vladimirescu, en su Segunda Clase, conferida por el Gobierno de la República Socialista de Rumania.

## Obras
- Academia Nacional De La Historia: Los Fundadores, ISBN 980 222 284 4
- Memoria de cien años. historia de la educación venezolana 9 volúmenes
- el proyecto universitario de Andrés Bello
- Los escritos del Doctor Rafael Villavicencio (compilación, notas y estudio introductorio) 5 volúmenes
- Catecismos Católicos de Venezuela hispana: Siglos XVI-XVIII. (3 tomos) ISBN 980 222 930 X
- Conquista Espiritual de Tierra Firme. ISBN 980 222 922 9
- La Educación venezolana bajo el signo de la Ilustración, 1770-1870. ISBN 980 222 873 7
- La educación venezolana bajo el signo del Positivismo
- La educación venezolana bajo el signo de la Escuela Nueva
- Escritos del Doctor Rafael Villavicencio. ISBN 980 222 305 0
- La Instrucción Pública en el Proyecto Político de Guzmán Blanco: Ideas y hechos. ISBN 980 222 243 7
- Pensamiento Educativo en Venezuela (Siglos XVI Al XX). ISBN 980 236 622 6
- Referencias Para El Estudio De Las Ideas Educativas En Venezuela. ISBN 980 222 268 2